# فرودگاه محلی تالاهاسی
فرودگاه محلی تالاهاسی (به انگلیسی: Tallahassee Regional Airport) یک فرودگاه همگانی بهره‌برداری هوایی با کد یاتا TLH است که یک باند فرود آسفالت دارد و طول باند آن ۲۴۳۸ متر است. این فرودگاه در شهر تالاهاسی کشور ایالات متحده آمریکا قرار دارد و در ارتفاع ۲۵ متری از سطح دریا واقع شده است.

## شرکت‌های هواپیمایی و مقصدهای پروازی

### مسافری
| شرکت‌های هواپیمایی | مقصدهای پروازی                       |
| ----------------- | ------------------------------------ |
| امریکن ایگل       | شارلوت داگلاس، دالاس-فورت ورث، میامی |
| دلتا ایرلاینز     | هارتسفیلد-جکسون آتلانتا              |
| دلتا کانکشن       | هارتسفیلد-جکسون آتلانتا              |
| سیلور ایرویز      | فورت لادردیل–هالیوود، اورلاندو، تمپا |

| Domestic Destinations map |
| --- |
| Tallahasseeهارتسفیلد-جکسون آتلانتادالاس-فورت ورثمیامیتمپااورلاندوفورت لادردیل–هالیوودشارلوت داگلاس Domestic destinations from Tallahassee International Airport · |

### باری
| شرکت‌های هواپیمایی                      | مقصدهای پروازی  |
| -------------------------------------- | --------------- |
| فدکس اکسپرس                            | ممفیس، تمپا     |
| فدکس اکسپرس اجرا توسط مانتین ایر کارگو | ممفیس، اورلاندو |